# Muzeum Sarajeva
Muzeum Sarajeva (bosensky Muzej Sarajeva) je městské muzeum hlavního města Bosny a Hercegoviny. Nachází se v jeho samotném centru, na adrese Zelenih beretki 1, přímo na rohu uvedené ulice a nábřeží Obala Kulina bana. Jedná se mimo jiné o stejné místo, kde v roce 1914 došlo k Sarajevskému atentátu. Muzeum tvoří několik částí, kromě uvedené nejznámější pod něj spadá také muzeum Židů, bezistan, Svrzův dům a Despićův dům.[zdroj?]
Muzeum bylo založeno v roce 1949 s cílem shromažďovat historické předměty, které souvisejí s dějinami města, a popularizovat tyto dějiny mezi místním obyvatelstvem. Jedná se o jednu z řady institucí, které vznikly v tehdejší Jugoslávii po druhé světové válce.
Původně muzeum sídlilo v budově tzv. Vijećnice (bývalá radnice, dnes Národní a univerzitní knihovna Bosny a Hercegoviny). V roce 1954 bylo přemístěno do historické budovy Šaí'atské soudní školy. Od roku 1993 je v současné budově. Během války v Bosně a Hercegovině se řadu historických exponátů podařilo ukrýt, díky čemuž byly zachráněny před možnou zkázou při obléhání města. Muzeum má řadu sbírek a disponuje knižním fondem v rozsahu 4000 knih.